# Lista över Zimbabwes presidenter
Zimbabwes president är landets statschef.
Detta är en lista över Zimbabwes presidenter, samt den föregående statsbildningen Rhodesias presidenter.
Zimbabwe hette tidigare Rhodesia samt Zimbabwe-Rhodesia. Rhodesia förklarade sig självständigt 1965 efter att ha varit den brittiska kolonin Sydrhodesia och betraktade sig från början som ett samväldesrike med Elizabeth II som sin drottning, men eftersom Storbritannien aldrig erkände självständigheten så utropade sig Rhodesia till republik 1970. Efter en konstitutionell förändring bytte landet namn till Zimbabwe-Rhodesia 1979 men den koloniala statusen återställdes tillfälligt 1979-1980 för att få självständigheten internationellt erkänd från 1980. 
Vid den erkända självständigheten antogs namnet Zimbabwe.

## Presidenter

### Rhodesias presidenter, 1970-1979
| Nr | Bild | Namn            | Ämbetsperiod                       |
| -- | ---- | --------------- | ---------------------------------- |
| 1. |      | Clifford Dupont | 2 mars 1970 – 31 december 1975     |
| 2. |      | Henry Everard   | 31 december 1975 – 14 januari 1976 |
| 3. |      | John Wrathall   | 14 januari 1976 – 31 augusti 1978  |
| 4. |      | Henry Everard   | 31 augusti – 1 november 1978       |
| 5. |      | Jack Pithey     | 1 november 1978 – 5 mars 1979      |
| 6. |      | Henry Everard   | 5 mars – 1 juni 1979               |

### Zimbabwe-Rhodesias president, 1979
| Namn               | Ämbetsperiod                   |
| ------------------ | ------------------------------ |
| Josiah Zion Gumede | 1 juni 1979 – 12 december 1979 |

### Sydrhodesias guvernör, 1979-1980
| Namn        | Ämbetsperiod                     |
| ----------- | -------------------------------- |
| lord Soames | 12 december 1979 – 17 april 1980 |

### Zimbabwes presidenter, 1980-nutid
| Nr | Bild | Namn               | Ämbetsperiod                        |
| -- | ---- | ------------------ | ----------------------------------- |
| 1. |      | Canaan Banana      | 18 april 1980 – 31 december 1987    |
| 2. |      | Robert Mugabe      | 31 december 1987 – 21 november 2017 |
| 3. |      | Emmerson Mnangagwa | 24 november 2017 –                  |